# Eschatokoll

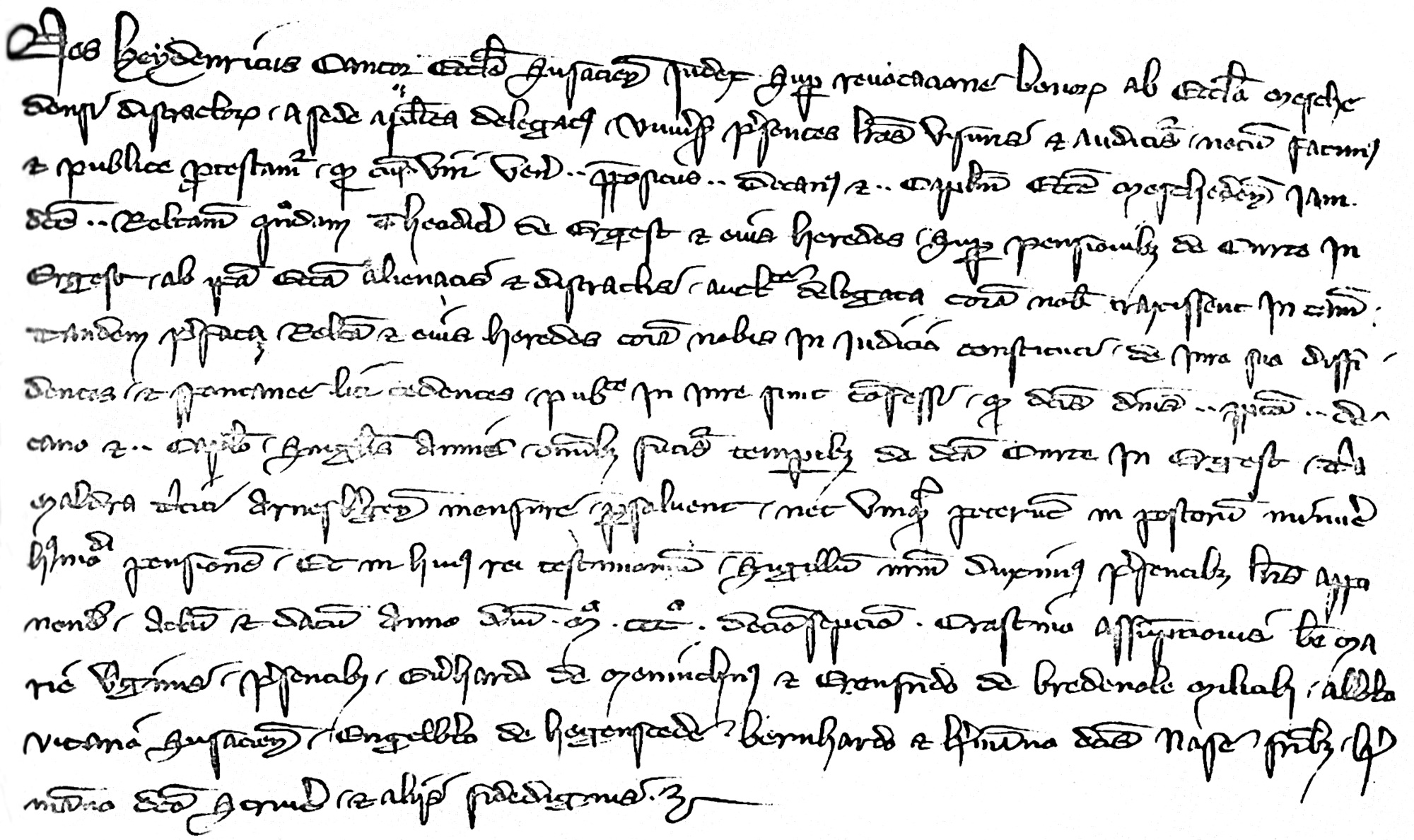
Das Eschatokoll dieser einfachen Urkunde aus dem Jahr 1317 lautet übersetzt: „Zum Zeugnis dessen haben wir geglaubt, unser Siegel dieser Urkunde anhängen zu müssen. Geschehen und gegeben im Jahre 1317 am Tage nach Mariae Himmelfahrt in Gegenwart der Ritter Everhard von Meiningsen und Erenfried von Bredenohl, des Vikars Albert in Soest, des Engelbert von Hegenscheid, der Brüder Bernhard und Hermann Nase, des Hermann Schreiber und anderer glaubwürdiger Leute.“

Als Eschatokoll (von griech. eschaton ‚das Äußerste‚ Letzte‘) bezeichnet man das Schlussprotokoll einer klassischen mittelalterlichen Urkunde.
Im Mittelalter waren die meisten Urkunden zur Sicherung der Glaubwürdigkeit und der Vermeidung von Fälschungen an feste Formen gebunden. Dazu zählten das zu Beginn verfasste Protokoll, anschließend der eigentliche Text und abschließend das Eschatokoll.
Es enthält meist folgende Elemente:
- Subscriptio, also die Unterschriften des Verfassers und der anwesenden Zeugen, eine Scriptumformel und das Bene valete.
- Außerdem gehört in manchen Papsturkunden auch die so genannte Rota, ein kreisförmiges Zeichen mit Devise des betreffenden Papstes, zur Subscriptio. Auch das Siegel, die sogenannte Bulle, zählt zum Eschatokoll.
- Dazu gehört auch die Rekognitionszeile, das Rekognitionszeichen des beurkundenden Notars/Kanzlers, bei deutschen Königsurkunden nominell der Reichserzkanzler, der Erzbischof von Mainz. Besonders ausgestaltete Zeichen verwenden dabei Notare und Richter in Form von Kreuzen und anderen monogrammatischen Formen, bis hin zu heraldischen Elementen.
- Herrscherurkunden enthielten meist noch eine Apprecatio, einen kurzen Segenswunsch.
- Die Datierung nach Jahreszahl, meist als Indiktionsjahr, das Herrscherjahr und andere spezifische Kanzleibräuche, mit Ortsangabe und Tagesdatum.